# Центр досліджень історії України ім. Петра Яцика
Центр досліджень історії України ім. Петра Яцика — науково-дослідна інституція при Канадському інституті українських студій Університету Альберти в м. Едмонтон (провінція Альберта, Канада).
Створена 11 серпня 1989 на пожертву Петра Яцика (1 млн канадських доларів) та кошти уряду провінції Альберта (2 млн канадських доларів).
Центр має довідкову бібліотеку та два бюро — в Едмонтоні й Торонто (пров. Онтаріо, Канада). Спеціалізується на вивченні середньовічної, ранньомодерної та модерної історії України, зокрема на виданні українських перекладів праць західних авторів і англомовних перекладів студій з історії України. Директор центру — Франк Сисин. Найбільший проект центру — англомовне академічне видання «Історії України-Руси» М.Грушевського
з науковими вступами та новітньою бібліографією. Зокрема, видано:
- 1-й т. — «From Prehistory to the Eleventh Century» («Від передісторії до одинадцятого століття»; Едмонтон—Торонто, 1997);
- 7-й т. — «The Cossack Age to 1625» («Козацька доба до 1625 р.»; 1999),
- 8-й т. — «The Cossack Age, 1625—1650» («Козацька доба, 1625—1650 рр.»; 2002), а також
- 1-ша кн. — «The Cossack Age, 1650—1653» («Козацька доба, 1650—1653 рр.»; 2002)" та
- 1-ша і 2-га частини 2-ї книги — «The Cossack Age, 1654—1657» («Козацька доба, 1654—1657 рр.»; ч. 1, 2008, ч. 2, 2010) 9-го тому.

Під маркою центру опубліковано низку відомих праць, зокрема Івана Лисяка-Рудницького «Історичні есе» (Київ, 1994), Ігора Шевченка «Україна між Сходом і Заходом: Нариси з історії культури до початку XVIII століття» (Львів, 2001) та ін. Центр присуджує стипендії та дослідницькі дотації для студій окремих учених, організовує наукові форуми, а також тісно співпрацює з Інститутом української археографії та джерелознавства імені М. Грушевського НАН України, Інститутом історичних досліджень Львівського національного університету та іншими українськими науковими інституціями.